# Kermaria-Sulard
Kermaria-Sulard (bretonisch Kervaria-Sular) ist eine französische Gemeinde mit 1.106 Einwohnern (Stand 1. Januar 2022) im Département Côtes-d’Armor in der Region Bretagne. Sie gehört zum Arrondissement Lannion und zum Kanton Perros-Guirec. Die Einwohner werden Kermarianais(es) genannt.

## Geographie
Die Gemeinde liegt knapp im Hinterland der Atlantikküste, die in diesem Abschnitt Côte de Granit Rose genannt wird, rund acht Kilometer nordöstlich von Lannion. Nachbargemeinden von Kermaria-Sulard sind:
- Trélévern im Norden,
- Camlez im Osten,
- Coatréven im Südosten,
- Trézény im Süden,
- Rospez im Südwesten und
- Louannec im Nordwesten.

Kermaria-Sulard liegt etwa 53 Kilometer nordwestlich von Saint-Brieuc im Nordwesten des Départements Côtes-d’Armor.

## Verkehrsanbindung
Die Gemeinde liegt abseits überregionaler Verkehrswege. Die lokale Verkehrsanbindung erfolgt durch die Départementsstraßen D6 (Louannec-Coatréven), D31 (Lannion-Penvénan) und D73 (Rospez-Trélévern).

## Geschichte
Der Ort wurde erstmals im Jahr 1330 als Ville Beate Marie Insuler beim Prozess der Heiligsprechung von Saint Yves namentlich erwähnt.  Die Gemeinde gehörte von 1793 bis 1801 zum Distrikt Lannion. Seit 1801 ist sie Teil des Arrondissements Lannion und seit 1793 eine Gemeinde im Kanton Perros-Guirec.

## Bevölkerungsentwicklung
| Jahr                       | 1793 | 1821 | 1846 | 1866 | 1896 | 1906 | 1962 | 1968 | 1975 | 1982 | 1990 | 1999 | 2006 | 2012 |
| Einwohner                  | 750  | 781  | 1038 | 1008 | 766  | 835  | 537  | 478  | 460  | 632  | 648  | 745  | 911  | 989  |
| Quellen: Cassini und INSEE |      |      |      |      |      |      |      |      |      |      |      |      |      |      |

Die zunehmende Mechanisierung der Landwirtschaft und die hohe Anzahl Gefallener des Ersten Weltkriegs führten zu einem Absinken der Einwohnerzahlen bis auf die Tiefststände in neuerer Zeit.

## Sehenswürdigkeiten
- Dorfkirche Notre-Dame-de-la-Joie (erbaut 1880–1887)
- Kapelle von Kerelleau aus dem späten 16. Jahrhundert
- Kapelle Sainte-Marguerite de Coatalio (erbaut 1676)
- Dorfschule aus dem Jahr 1867
- Kreuze und Wegkreuze in Kervariou (Kerdaniou), Fospoul, Kerhuel (Keruel), Blanche, Sperf, Le Pavé, Kervoriou (15. Jahrhundert) und Coataliou
- Landgüter Prat-Louët (erbaut 1660), Kergoff (erbaut 1779) und Kerdaniou (erbaut 1786)
- drei Mühlen
- Denkmal für die Gefallenen[1]
- Gedenkplatte für die Gefallenen[2]

Quelle: